# 酢酸ドデシル
酢酸ドデシル（さくさんドデシル、英: buthyl decanoate）は、化学式CH3COO(CH2)11CH3で表される酢酸エステルである。酢酸ラウリルとも表記される。

## 香料
特徴のあるシトラス、ワックス、ローズ様の香気を持つ液体で、天然にも存在する。高沸点であるにもかかわらずフルーティーなトップノートを与えることからパイン調、カーネーション調の調合香料に用いられる。食品用のフレーバーとしては柑橘系や、桃やパイナップルなどフルーツ系、バターやミート系フレーバーにも使われる。
日本の消防法では危険物第4類第三石油類（非水溶性）に区分される。

## フェロモン
農業害虫のミカンキイロアザミウマは、天敵に襲われると酢酸ドデシルと酢酸デシルが含まれるフェロモンを分泌し仲間に警告する。
オキナワカンシャクシコメツキは奄美群島や沖縄諸島に生息し、サトウキビに虫害をもたらす。メス成虫は日没から夜間にかけて酢酸ドデシルを分泌しオスを誘因するが、本物質は比較的安価であるため誘引剤として使用された。しかし誘殺の効果は限定的であり、2000年代に交信攪乱効果の研究が行われた。合成フェロモンでオス成虫を誘引することによりメス成虫との交尾が時間的に妨げられ、繁殖成功度を低下させる効果がみられた。2017年時点で、チョウ目以外に対して唯一の交信攪乱を目的とした農薬として登録されている。